# II. razred NSP Koprivnica 1974./75.
II. razred Nogometnog saveza područja Koprivnica za sezonu 1974./75. je bila liga sedmog stupnja nogometnog prvenstva Jugoslavije. 
 
Sudjelovalo je ukupno 10 klubova, a prvak je bila "Sabarija" iz Subotice Podravske. 

## Ljestvica
| mj. | klub                        | ut.                     | pob.                    | ner.                    | por.                    | gol+                    | gol-                    | bod                     |
| --- | --------------------------- | ----------------------- | ----------------------- | ----------------------- | ----------------------- | ----------------------- | ----------------------- | ----------------------- |
| 1.  | Sabarija Subotica Podravska | 16                      | 13                      | 1                       | 2                       | 73                      | 23                      | 25 (-2)                 |
| 2.  | Borac Ferdinandovac         | 16                      | 12                      | 2                       | 2                       | 55                      | 24                      | 24 (-2)                 |
| 3.  | Mladost Molve               | 16                      | 10                      | 1                       | 5                       | 49                      | 31                      | 21                      |
| 4.  | Mučna Reka (Reka)           | 16                      | 10                      | 1                       | 5                       | 54                      | 39                      | 21                      |
| 5.  | Tehničar Cvetkovec          | 16                      | 9                       | 1                       | 6                       | 41                      | 37                      | 20                      |
| 6.  | Mladost Kutnjak             | 16                      | 5                       | 2                       | 9                       | 32                      | 41                      | 12                      |
| 7.  | Jadran Kuzminec             | 16                      | 3                       | 3                       | 10                      | 21                      | 49                      | 9                       |
| 8.  | Mladost Mali Otok           | 16                      | 3                       | 2                       | 11                      | 19                      | 45                      | 8                       |
| 9.  | Jedinstvo Rasinja           | 16                      | 0                       | 1                       | 15                      | 11                      | 66                      | 1                       |
|     | Osvit II Đelekovec          | igrali van konkurencije | igrali van konkurencije | igrali van konkurencije | igrali van konkurencije | igrali van konkurencije | igrali van konkurencije | igrali van konkurencije |

## Rezultatska križaljka
| kratica | klub                        | BOR | JAD | JED | MLAK | MLAMO | MLAM | MUR | SAB | TEH | OSV |
| --- | --------------------------- | --- | --- | --- | ---- | ----- | ---- | --- | --- | --- | --- |
| BOR | Borac Ferdinandovac         |     |     |     |      |       |      |     |     |     |     |
| JAD | Jadran Kuzminec             |     |     |     |      |       |      |     |     |     |     |
| JED | Jedinstvo Rasinja           |     |     |     |      |       |      |     |     |     |     |
| MLAK | Mladost Kutnjak             |     |     |     |      |       |      |     |     |     |     |
| MLAMO | Mladost Mali Otok           |     |     |     |      |       |      |     |     |     |     |
| MLAM | Mladost Molve               |     |     |     |      |       |      |     |     |     |     |
| MUR | Mučna Reka (Reka)           |     |     |     |      |       |      |     |     |     |     |
| SAB | Sabarija Subotica Podravska |     |     |     |      |       |      |     |     |     |     |
| TEH | Tehničar Cvetkovec          |     |     |     |      |       |      |     |     |     |     |
| OSV | Osvit II Đelekovec          |     |     |     |      |       |      |     |     |     |     |
| |                             |     |     |     |      |       |      |     |     |     |     |
| podebljan rezultat - utakmice od 1. do 9. kola (1. utakmica između klubova) rezultat normalne debljine - utakmice od 10. do 18. kola (2. utakmica između klubova) rezultat nakošen - nije vidljiv redoslijed odigravanja međusobnih utakmica iz dostupnih izvora rezultat smanjen * - iz dostupnih izvora nije uočljiv domaćin susreta prekrižen rezultat - poništena ili brisana utakmica p - utakmica prekinuta 3:0 p.f. / 0:3 p.f. - rezultat 3:0 bez borbe n.i. - nije igrano |                             |     |     |     |      |       |      |     |     |     |     |

 Izvori:

## Unutarnje poveznice
- Područna liga Koprivnica 1974./75.
- I. razred NSP Koprivnica 1974./75.